# Татарка (притока Гарбузинки)
Татарка — річка в Україні, у Шполянському районі Черкаської області. Ліва притока Гарбузинки (басейн Південного Бугу).

## Опис
Довжина річки приблизно 2 км.

## Розташування
Бере початок на південно-західній стороні від Лозуватки. Спочатку тече на південний схід, потім на південний захід через Кам'януватку і впадає у річку Гарбузинку, праву притоку Шполки.
У Словнику гідронімів України зазначена як притока Шполки